# Efecto pez grande-estanque pequeño

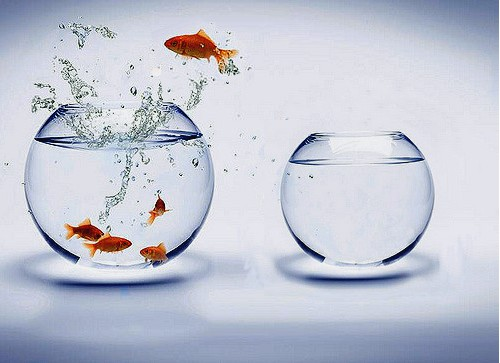
Imagen metáfora del Efecto pez grande-estanque pequeño

El efecto pez grande-estanque pequeño (BFLPE, por sus siglas en inglés) es un modelo de marco de referencia introducido por Herbert W. Marsh y John W. Parker en 1984. Según el modelo, los individuos comparan su  concepto de sí mismos con el de sus compañeros y los individuos igualmente capaces tienen autoconceptos más elevados cuando están en un grupo menos capaz. Por ejemplo, es mejor para el autoconcepto académico ser un gran pez en un pequeño estanque (estudiante superdotado en un grupo de referencia regular) que ser un gran pez en un gran estanque (estudiante superdotado en un grupo de referencia superdotado). Los estudiantes de alto rendimiento y superdotados son tan susceptibles al efecto como los estudiantes menos talentosos, lo que indica que el efecto depende únicamente del rendimiento del grupo de referencia.
Se ha demostrado que un autoconcepto académico superior (ASC) predice el rendimiento y los logros futuros. Marsh y O'Mara (2008) demostraron que el autoconcepto académico entre los estudiantes de décimo grado era un mejor predictor de sus logros educativos cinco años después de la graduación de la secundaria que sus calificaciones escolares, puntajes de exámenes estandarizados, inteligencia y estatus socioeconómico. Liem, Marsh, Martin, McInerney y Yeung (2004) demostraron que los autoconceptos académicos positivos se asociaron con mejores resultados educativos 10 años después, evidencia de que el ASC puede tener efectos duraderos. El ASC también se ha vinculado a la toma de decisiones en entornos educativos. Es un predictor de la elección de cursos en las escuelas secundarias, las principales opciones en la universidad y la trayectoria profesional después de la escuela. En otras palabras, el ASC juega un papel crucial tanto en los resultados educativos como en las aspiraciones profesionales. Como tal, la cuestión de cómo se desarrollan y cambian las autopercepciones es una cuestión de investigación genuinamente importante que tiene serias implicaciones para los sistemas educativos.